# Трепље
Трепље (цилије) су танки, цилиндрични, прстолики изврати ћелијске мембране које полазе са површине еукариотске ћелије како једноћелијских тако и вишећелијских организама. Грађене су по сличном организационом плану као бичеви, од којих се разликују по величини (дужина трепље је 2-10 μm, док је бич величине 100-200 μm). Помоћу њих се крећу једноћелијски (трепљари међу протозоама) и вишећелијски организми, као нпр. мекушци, прстенасти црви итд.
Код човека их, садрже: 
- ћелије трепљастог епитела респираторног система
- ћелије епитела женског репродутивног система
- епители који облажу мождане коморе и канале
- вестибуларни апарат
- рецепторне (сензитивне) ћелије;
- жлездане ћелије са измењеним лучењем

Обавијене су мембраном која се продужава у ћелијску мембрану. Испод мембране је аморфни матрикс у коме се налазе микротубуле по тачно одређеном распореду:
- на периферији је 9 парова микротубула (9 + 2), које формирају цилиндар;
- у центру је пар микротубула (1+1).

Пар централних микротубула даје трепљама билатералну симетрију у чему се разликују од центриола које су без тог пара и радијално симетричне. Постоје цилије без централног пара тубула и оне су непокретне. Припадају измењеним трепљама које имају сезитивну функцију, као што су то трепље које одржавају равнотежу у ћелијама средњег уха.

## Структура
На цилији се разликују четири подрегиона:
- базално телашце (кинетозом), смештено у вршној цитоплазми, односно центриола из које израста цилија.
- прелазни (вратни или огрличасти регион) део;
- аксонема
- завршни регион.

Базално телашце је по грађи аналогно центриоли јер има облик цилиндра чији зид гради је 9 триплета микротубула (формула његове организације је 9х3). Сваки микротубуларни триплет обухвата унутрашњу (А), средишњу (Б) и спољашњу микротубулу (Ц). Суседни триплети тубула су међусобно повезани мостовима. Током цилиогенезе полимеризацијом тубулина из триплета базалног телашца израстају дублети аксонеме.
Прелазни регион обухвата 9 парова микротубула који су формирани од микротубула А и Б. Сваки пар је са суседним повезан преко мостова.
Аксонема представља срж трепље и изграђена је од микротубула и протеина. 
Завршни регион чини аморфна зона у коју улазе микротубуле А периферних парова као и централни пар микротубула. Слободни крајеви микротубула Б су изван ове зоне.

## Аксонема
Грађена је од микротубула и протеина по формули 9+2 што значи да се поред 9 парова (дублета) микротубула међусобно повезаних мостовима који граде периферију, у центру налази још један микротубуларни пар.
Централно постављени дублет изграђен је од комплетних микротубула изграђених од 13 протофиламената. Девет периферних парова граде две врсте микротубула:
- микротубуле А које су комплетне, као и оне у централним дублетима и
- микротубуле Б које су фузионисане и састоје се од 10 протофиламената.

Свака микротубула А везана је за:
- централни дублет радијалним ручицама и
- микротубулу Б суседног пара динеинским ручицама и нексинским мостом.